# Chloridolum collinum
Chloridolum collinum là một loài bọ cánh cứng trong họ Cerambycidae.